# Kemal Özçelik
Pour les articles homonymes, voir Özçelik.
Kemal Özçelik (né le 3 mai 1922 à Constantinople et mort le 9 août 2020) est un cavalier turc de concours complet.

## Carrière
Ancien militaire de carrière, Kemal Özelik obtient son diplôme de l'Académie militaire turque en 1942 et devient vite l'un des meilleurs cavaliers compétitifs de la Turquie. Il entre dans l'équipe nationale en 1946. Parmi ses apparitions internationales notables figurent le championnat d'Europe de 1954 et les Jeux olympiques d'été de 1956. Aux Jeux olympiques d'été de 1956, il terminé 18e de l'épreuve individuelle de trois jours, mais ne se classe pas dans l'épreuve par équipe, ses compatriotes Nail Gönenlı et Fethi Gürcan n'ayant pas terminé.
Il est membre des forces armées turques de 1947 à 1961 puis dirige une entreprise de conseil en sécurité travaillant avec l'État turc, notamment en tant que conseiller de plusieurs présidents turcs.